# Morti nel 1981/Novembre
| Questa pagina contiene informazioni ricavate automaticamente dalle voci biografiche con l'ausilio del template Bio e di un bot. L'aggiornamento è periodico e automatico e ricostruisce completamente la pagina. Se manca una persona in questa lista, sei pregato di non aggiungerla, ma accertati piuttosto che la sua voce biografica contenga il template Bio e che i dati anagrafici siano correttamente compilati. Se il template Bio manca, inseriscilo tu stesso o, in alternativa, metti l'avviso {{tmp\|Bio}} che ne segnala la mancanza. Se i dati riportati sono sbagliati, correggi direttamente la voce biografica; le modifiche saranno visibili in questa lista entro pochi giorni. Per chiarimenti vedi il progetto biografie. La lista contiene solo le 89 persone che sono citate nell'enciclopedia e per le quali è stato implementato correttamente il template Bio. Pagina aggiornata al 3 mar 2024. |

- 1º novembre - Anthony Zeni, diplomatico statunitense (n. 1902)
- 2 novembre - Dino Canestri, dirigente sportivo, allenatore di calcio e calciatore italiano (n. 1907)
- 2 novembre - Ghislain Cloquet, direttore della fotografia belga (n. 1924)
- 2 novembre - Alfredo Vittorio Reichlin, calciatore e attore italiano (n. 1892)
- 2 novembre - Wally Wood, fumettista, disegnatore e editore statunitense (n. 1927)
- 3 novembre - Edvard Kocbek, poeta e partigiano sloveno (n. 1904)
- 3 novembre - Eraldo Monzeglio, calciatore e allenatore di calcio italiano (n. 1906)
- 3 novembre - Dragutin Najdanović, calciatore jugoslavo (n. 1908)
- 3 novembre - Suzanne Gauthier, araldista, artista e miniaturista francese (n. 1901)
- 4 novembre - Luigi Ricci, direttore d'orchestra e arrangiatore italiano (n. 1893)
- 4 novembre - Mauritz Sandberg, calciatore svedese (n. 1895)
- 4 novembre - Vladimir Ivanovič Ščerbakov, generale e politico sovietico (n. 1901)
- 5 novembre - Karmapa Rangjung Rigpe Dorje, monaco buddhista tibetano (n. 1924)
- 5 novembre - Pietro Barocelli, archeologo italiano (n. 1887)
- 5 novembre - Hocine Benmiloudi, calciatore algerino (n. 1955)
- 5 novembre - Jean Eustache, regista francese (n. 1938)
- 5 novembre - Stanisław Mazur, matematico polacco (n. 1905)
- 5 novembre - Umberto Morra di Lavriano, scrittore e giornalista italiano (n. 1897)
- 5 novembre - Angelo Scattolin, architetto italiano (n. 1904)
- 6 novembre - Sebastiano Bosio, chirurgo italiano (n. 1929)
- 7 novembre - Aníbal Ciocca, calciatore uruguaiano (n. 1912)
- 7 novembre - Will Durant, filosofo, saggista e storico statunitense (n. 1885)
- 7 novembre - Werner Eisbrenner, compositore, pianista e arrangiatore tedesco (n. 1908)
- 8 novembre - George Nostrand, cestista statunitense (n. 1924)
- 9 novembre - Frank Malina, ingegnere e pittore statunitense (n. 1912)
- 9 novembre - Vincenzo Manno, violinista, compositore e direttore d'orchestra italiano (n. 1901)
- 10 novembre - Abel Gance, regista, sceneggiatore e attore francese (n. 1889)
- 10 novembre - Bruno Zilli, arbitro di calcio italiano (n. 1909)
- 11 novembre - Oliviero Mario Olivo, militare e medico italiano (n. 1896)
- 11 novembre - Erwin Schulz, militare tedesco (n. 1900)
- 12 novembre - James Corson, discobolo statunitense (n. 1906)
- 12 novembre - William Holden, attore statunitense (n. 1918)
- 12 novembre - Michele Orecchia, ciclista su strada italiano (n. 1903)
- 12 novembre - Herman Pilnik, scacchista tedesco (n. 1914)
- 13 novembre - Mestre Pastinha, artista marziale brasiliano (n. 1889)
- 13 novembre - Bice Lazzari, pittrice italiana (n. 1900)
- 13 novembre - Gerhard Marcks, scultore tedesco (n. 1889)
- 15 novembre - Enid Markey, attrice statunitense (n. 1894)
- 15 novembre - Elsa Thiemann, fotografa tedesca (n. 1910)
- 16 novembre - Jolanda Benvenuti, montatrice italiana (n. 1908)
- 16 novembre - Morgan Conway, attore statunitense (n. 1903)
- 16 novembre - Andrea Lavezzolo, fumettista, scrittore e giornalista italiano (n. 1905)
- 17 novembre - Giovanni Fenati, pianista, compositore e direttore d'orchestra italiano (n. 1925)
- 17 novembre - Wilhelm Pelikan, chimico, farmacista e medico austriaco (n. 1893)
- 17 novembre - Sibyl M. Rock, matematica statunitense (n. 1909)
- 17 novembre - Raimundo Rolón, generale e politico paraguaiano (n. 1903)
- 18 novembre - Paddy Andrews, calciatore irlandese (n. 1906)
- 19 novembre - Karl Büchner, filologo classico tedesco (n. 1910)
- 19 novembre - Henri Padou, nuotatore e pallanuotista francese (n. 1898)
- 20 novembre - Alfredo De Laurentiis, produttore cinematografico italiano (n. 1924)
- 22 novembre - Enzo Assenza, scultore, pittore e ceramista italiano (n. 1915)
- 22 novembre - Hans Adolf Krebs, biochimico e medico tedesco (n. 1900)
- 22 novembre - Andreina Pagnani, attrice e doppiatrice italiana (n. 1906)
- 22 novembre - Corrado Parducci, scultore italiano (n. 1900)
- 23 novembre - Augusto Como, ciclista su strada italiano (n. 1911)
- 24 novembre - Jean Boyer, calciatore francese (n. 1901)
- 24 novembre - Giuseppe Magliolo, mafioso italiano (n. 1948)
- 25 novembre - Jack Albertson, attore, ballerino e cantante statunitense (n. 1907)
- 25 novembre - Romain Bellenger, ciclista su strada e dirigente sportivo francese (n. 1894)
- 25 novembre - Giuseppe Ciresi, politico italiano (n. 1924)
- 25 novembre - Morris Kirksey, velocista e rugbista a 15 statunitense (n. 1895)
- 25 novembre - Achille Saitta, scrittore, giornalista e commediografo italiano (n. 1898)
- 25 novembre - Giovanni Traversa, politico italiano (n. 1901)
- 26 novembre - José Luis Benlliure López de Arana, architetto, scultore e pittore spagnolo (n. 1898)
- 26 novembre - Doris Freedman, attivista e critica d'arte statunitense (n. 1928)
- 26 novembre - Max Euwe, scacchista e matematico olandese (n. 1901)
- 26 novembre - Pierre Pibarot, calciatore e allenatore di calcio francese (n. 1916)
- 26 novembre - Ernesto Prinoth, pilota automobilistico italiano (n. 1923)
- 26 novembre - Regino Sáinz de la Maza, chitarrista spagnolo (n. 1896)
- 26 novembre - Francesco de Martini, militare italiano (n. 1903)
- 27 novembre - Cláudio Coutinho, allenatore di calcio brasiliano (n. 1939)
- 27 novembre - Giovanni Gioia, politico italiano (n. 1925)
- 27 novembre - Lotte Lenya, attrice e cantante austriaca (n. 1898)
- 27 novembre - Carlo Marcello Rietmann, giornalista, critico letterario e commediografo italiano (n. 1905)
- 27 novembre - Epaminonda Ronconi, ciclista su strada italiano (n. 1904)
- 28 novembre - Brasswell Deen, politico e allevatore statunitense (n. 1893)
- 28 novembre - Marcel Raymond, critico letterario svizzero (n. 1897)
- 29 novembre - Jack Cameron, hockeista su ghiaccio canadese (n. 1900)
- 29 novembre - André Doye, calciatore francese (n. 1924)
- 29 novembre - Thomas Humphrey Marshall, sociologo inglese (n. 1893)
- 29 novembre - Dieudonné Smets, ciclista su strada belga (n. 1901)
- 29 novembre - Fredric Wertham, psichiatra statunitense (n. 1895)
- 29 novembre - Natalie Wood, attrice statunitense (n. 1938)
- 30 novembre - Ruggero Balli, ciclista su strada italiano (n. 1910)
- 30 novembre - Ubaldo Faina, calciatore argentino (n. 1927)
- 30 novembre - Robert H. Harris, attore statunitense (n. 1911)
- 30 novembre - Fricis Kaņeps, calciatore lettone (n. 1916)
- 30 novembre - Charles Eric Maine, scrittore di fantascienza e sceneggiatore britannico (n. 1921)
- 30 novembre - Károly Molter, scrittore, drammaturgo e critico letterario ungherese (n. 1890)